# Municipalités autonomes rebelles zapatistes
Les Municipalités autonomes rebelles zapatistes (en espagnol : Municipios Autónomos Rebeldes Zapatistas) ou MAREZ sont de facto des territoires autonomes contrôlés par les soutiens zapatistes dans l'État mexicain du Chiapas, fondées à la suite du soulèvement zapatiste qui a eu lieu en 1994. Malgré les tentatives de négociation avec le gouvernement mexicain qui ont abouti aux accords de San Andrés en 1996, l'autonomie de la région reste non reconnue par celui-ci.
L'armée zapatiste, ou EZLN, ne détient aucun pouvoir dans les municipalités autonomes. Selon sa constitution, aucun commandant ou membre du Comité indigène révolutionnaire clandestin ne peut occuper des postes d'autorité ou de gouvernement dans ces espaces. Ces lieux reprennent le découpage des municipalités officielles, mais plusieurs se trouvent parfois dans la même municipalité, comme dans le cas de San Andrés Larrainzar et Ocosingo. Les MAREZ sont coordonnés par des Conseils zapatistes autonomes de bon gouvernement (en espagnol : Juntas de Buen Gobierno), leurs principaux objectifs ont été de promouvoir l'éducation et la santé sur leurs territoires. Ils se battent également pour les droits fonciers, le travail et le commerce, le logement et les problèmes d'approvisionnement en carburant, la promotion des arts (en particulier la langue et les traditions autochtones) et l'administration de la justice.
Le 17 août 2019, les zapatistes ont annoncé une augmentation significative des municipalités autonomes et un nouveau mandat pour les centres d'autonomie zapatiste. Dans la plupart des cas, ces centres de résistance autonome et de rébellion zapatiste (en espagnol : Centros de Resistencia Autónoma y Rebeldía Zapatista), CRAREZ comprennent un Caracol (« escargot » en castillan), un conseil de bon gouvernement et une municipalité zapatiste autonome en rébellion (MAREZ). Les zapatistes ont attribué cette croissance principalement aux efforts des « femmes, hommes, enfants et anciens des bases de soutien zapatistes » et secondairement à une stratégie anti-insurrectionnelle de l'État mexicain, qui « génère des conflits et la démoralisation » parmi les non-zapatistes. 11 nouveaux CRAREZ ont été déclarés ; plus précisément, 4 nouvelles municipalités autonomes et 7 nouveaux Caracols (chacun accompagné d'un Conseil de bon gouvernement). Cela fait passer le nombre total de Caracols de 5 à 12 et porte le nombre total de centres zapatistes autonomes à 43, dont 27 municipalités zapatistes autonomes d'origine, 5 Caracols d'origine et les 11 centres zapatistes autonomes nouvellement déclarés.

## Histoire
Le 1er janvier 1994, des milliers de membres de l'EZLN ont occupé des villes et des villages du Chiapas, incendiant des postes de police, occupant des bâtiments gouvernementaux et escarmouches avec l'armée mexicaine. L'EZLN exigeait « du travail, des terres, un logement, de la nourriture, des soins de santé, l'éducation, l'indépendance, la liberté, la démocratie, la justice et la paix » dans leurs communautés. Les zapatistes ont saisi plus d'un million d'acres aux grands propriétaires terriens pendant leur révolution.

## Distribution
Depuis 2003, les municipalités autonomes rebelles zapatistes (MAREZ) se coordonnent en très petits groupes appelés Caracoles (en français : "Escargot"). Avant cela, les néo-zapatistes utilisaient le titre d'Aguascalientes d'après le site de la Convention nationale démocratique organisée par l'EZLN le 8 août 1994 ; ce nom a donné l'allusion à la Convention d'Aguascalientes pendant la Révolution mexicaine où Emiliano Zapata et d'autres dirigeants se sont rencontrés en 1914 et Zapata a fait une alliance avec Francisco Villa.
| MAREZ | Caracol                                 | Ancien nom (Aguascalientes) | Groupes autochtones                 | Région et municipalités dans lesquelles ils se trouvent                      |
| --- | --------------------------------------- | --------------------------- | ----------------------------------- | ---------------------------------------------------------------------------- |
| - Général Emiliano Zapata - San Pedro de Michoacan - Liberté du peuple maya - Terre et liberté                                                                 | Mère des escargots de mer de nos rêves  | La Réalité                  | Tojolabales, Tzeltales et Mames     | Selva Fronteriza. " Ocosingo, Marqués de Comillas "                          |
| - 17 novembre - Le premier Janvier - Ernesto Che Guevara - Olga Isabelle - Lucio Cabanas - Michel Hidalgo - Vincent Guerrero                                   | Tourbillon de nos mots                  | Morelia                     | Tzeltales, Tzotziles et Tojolabales | Tzots Choj Altamirano, Comitán                                               |
| - Francisco Gomez - Saint-Manuel - Francisco Villa - Ricardo Flores Magon                                                                                      | Résistance vers une nouvelle aube       | La Garrucha                 | Tzeltales                           | Selva Tzeltal " Ocosingo, Altamirano "                                       |
| - Vincent Guerrero - Del Trabajo - La Montana - San José en Rebeldia - La Paz - Benito Juárez - Francisco Villa                                                | Cela parle pour tous                    | Roberto Barrios             | Choles, Zoques et Tzeltales         | Zona Norte de Chiapas San Andrés Larrainzar, El Bosque, Simojovel de allende |
| - San Andrés Sacamch'en de los Pobres - San Juan de la Liberté - San Pedro Polho - Santa Catarina - Madeleine de la Paz - 16 février - San Juan Apóstol Cancuc | Résistance et rébellion pour l'humanité | Oventique                   | Tzotziles et Tzeltales              | Altos de Chiapas, San Andrés Larrainzar, Teopisca.                           |
| L'espoir de l'Humanité |                                         | Ejido Santa María           |                                     | Chicomuselo                                                                  |
| Ernesto Che Guevara |                                         | El Belen                    |                                     | Motozintla                                                                   |
| Planter la conscience afin de récolter des révolutions pour la vie                                                                                             |                                         | Tulan Ka'u                  |                                     | Amatenango del Valle                                                         |
| 21 décembre |                                         | K'anal Hulub                |                                     | Chilon                                                                       |

| CRAREZ                                                                  | Caracol                                                                               | Ancien nom (Aguascalientes)    | Région et municipalités dans lesquelles ils se trouvent |
| ----------------------------------------------------------------------- | ------------------------------------------------------------------------------------- | ------------------------------ | ------------------------------------------------------- |
| Étapes de l'Histoire, pour la vie de l'Humanité                         | Le cœur du collectif des graines rebelles, mémoire du camarade Galeano                | La Union                       | San Quintín                                             |
| Graine qui fleurit avec la conscience de ceux qui luttent pour toujours | Spirale digne tissant les couleurs de l'humanité à la mémoire de ceux qui sont tombés |                                |                                                         |
| New Dawn dans la résistance et la rébellion pour la vie et l'humanité   | Faire fleurir la semence rebelle                                                      | El Poblado Patria Nueva        | Ocosingo                                                |
| La pensée rebelle des peuples originels                                 | En l'honneur de la mémoire du camarade Manuel                                         | Dolorès Hidalgo                | Ocosingo                                                |
| La lumière qui brille sur le monde                                      | Résistance et rébellion, un nouvel horizon                                            | El Poblado Nuevo Jérusalem     | Ocosingo                                                |
| Coeur de nos vies pour le nouvel avenir                                 | Racine des résistances et des rébellions pour l'humanité                              | Ejido Jolj'a                   | Tila                                                    |
| Fleur de notre parole et lumière de notre peuple qui reflète pour tous  | Jacinto Canek                                                                         | Comunidad del CIDECI-Unitierra | San Cristóbal de las Casas                              |

## Gouvernement

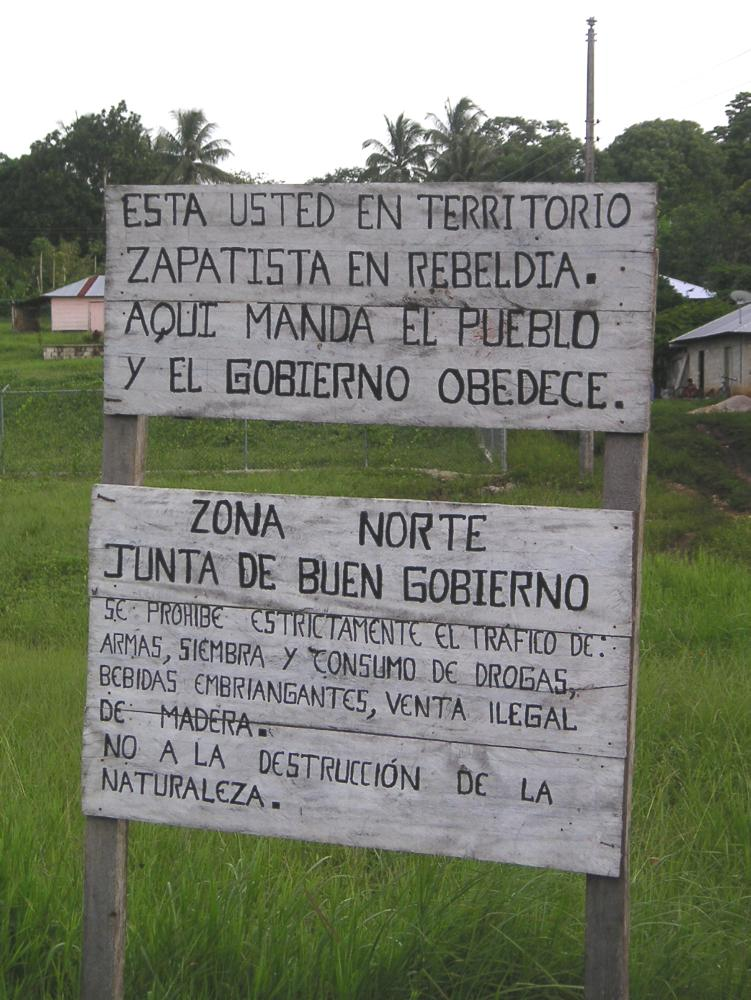
Sur le panneau du haut on peut lire : « Vous êtes en territoire rebelle zapatiste. Ici, le peuple donne les ordres et le gouvernement obéit. » En bas : "Zone Nord. Conseil de bon gouvernement. Le trafic d'armes, la plantation de drogue, la consommation de drogue, de boissons alcoolisées et la vente illégale de bois sont strictement interdits. Non à la destruction de la nature ." Autoroute fédérale 307, Chiapas.

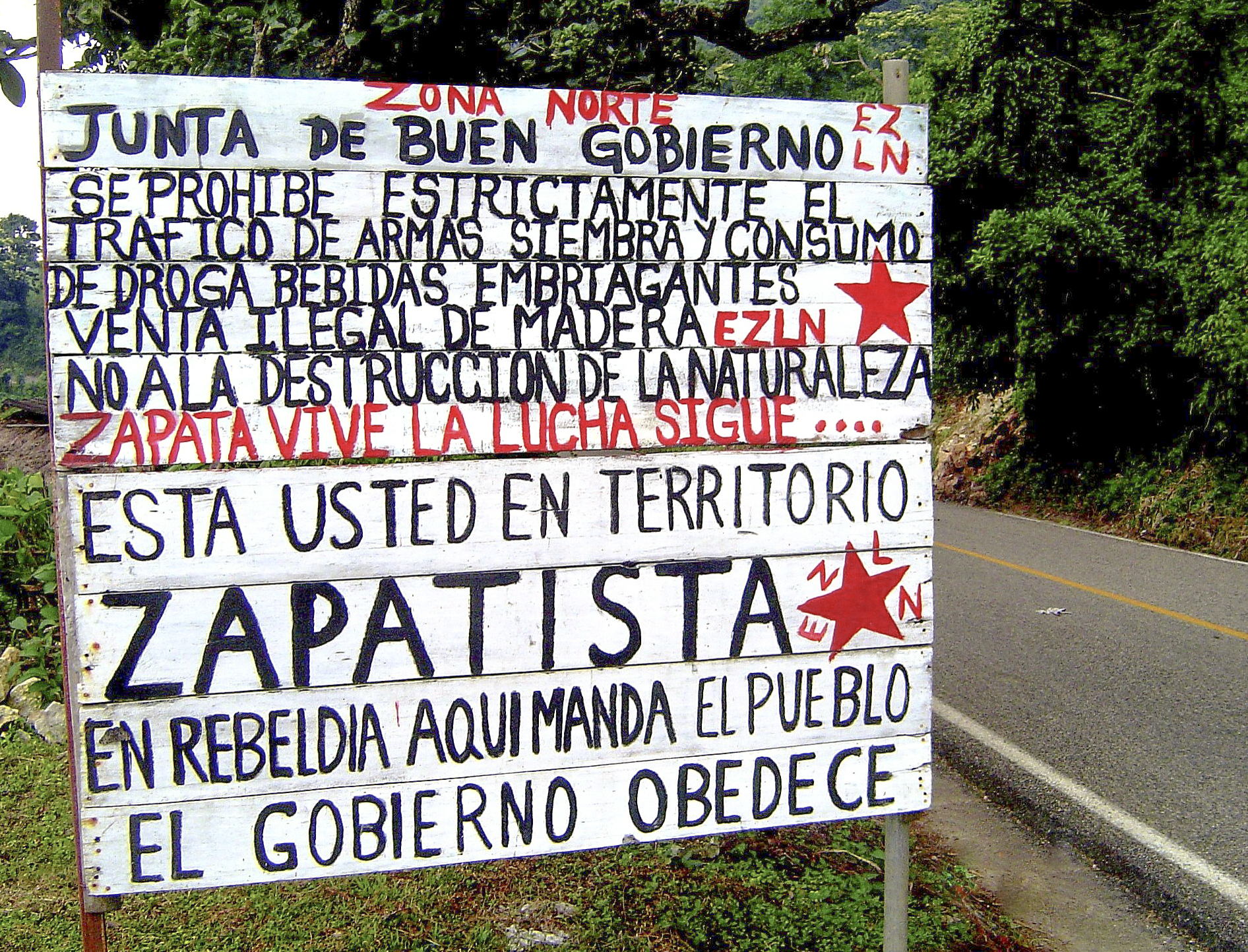
Signe du territoire zapatiste au Chiapas, Mexique

Au niveau local, les gens assistent à une assemblée populaire d'environ 300 familles dans laquelle toute personne âgée de plus de 12 ans peut participer à la prise de décision. Ces assemblées s'efforcent de parvenir à un consensus, mais sont prêtes à se rabattre sur un vote majoritaire. Les communautés forment une fédération avec d'autres communautés pour créer une municipalité autonome, qui forment d'autres fédérations avec d'autres municipalités pour créer une région. Les zapatistes sont composés de cinq régions, totalisant une population d'environ 360 000 personnes en 2018.
Chaque communauté a 3 structures administratives principales : (1) le commissariat, chargé de l'administration courante ; (2) le conseil de contrôle foncier, qui s'occupe de la foresterie et des litiges avec les communautés voisines ; et (3) l'agencia, un service de police communautaire.

## Économie
L'économie zapatiste est principalement composée de coopératives de travailleurs, de fermes familiales et de magasins communautaires, les conseils de bon gouvernement fournissant des prêts à faible taux d'intérêt, une éducation gratuite, des stations de radio et des soins de santé aux communautés. L'économie est largement autosuffisante et agricole, produisant principalement du maïs, des haricots, du café, des bananes, du sucre, du bétail, des poulets, des porcs et des vêtements dans des coopératives. Les communautés ont aboli la propriété privée (mais non personnelle) des biens et institué un système de propriété commune des terres, et elles vendent chaque année pour plus de 44 millions de dollars de marchandises sur les marchés internationaux. Compte tenu de la propriété collective de la terre et du système de démocratie participative, la faim et la violence sont extrêmement faibles par rapport aux autres communautés mexicaines pauvres.

## Services publics

### Éducation
Les zapatistes dirigent des centaines d'écoles avec des milliers d'enseignants calqués sur les principes de l'éducation démocratique où les élèves et les communautés décident collectivement du programme scolaire et les élèves ne sont pas notés.

### Soins de santé
Les zapatistes maintiennent un service de santé universel de qualité et gratuit. Cependant, les médicaments doivent toujours être payés pour couvrir les frais de réapprovisionnement. Les résidents des communautés zapatistes pensent que leurs services de santé sont mieux dotés en personnel, équipés et moins racistes envers les autochtones que la plupart des services du Chiapas. Il travaille également avec les hôpitaux environnants et accueille gratuitement des patients d'autres communautés qui ont besoin d'utiliser les installations médicales dont seuls les zapatistes disposent. Depuis 1994, les zapatistes ont construit 2 nouveaux hôpitaux et 18 dispensaires dans la région pour accroître le bien-être des communautés. Une étude de 2014 indique les réalisations suivantes dans les soins de santé zapatistes :
- En 2005, 84,2% des enfants zapatistes étaient complètement vaccinés, alors que ce chiffre était de 74,8% dans les communautés pro-gouvernementales[17].
- En 2010, 63 % de toutes les femmes enceintes ont pu recevoir une assistance médicale dans les communautés zapatistes, tandis que seulement 35 % des grossesses sont correctement assistées dans les communautés non zapatistes.
- En 2010, 74 % des communautés zapatistes avaient accès à des toilettes à domicile. 54% des communautés pro-gouvernementales avaient accès à des toilettes à domicile.
- En 2013, 32% des habitants zapatistes souffrent de tuberculose tandis que dans de plus grandes parties des communautés pro-gouvernementales, 84% continuent de souffrir de tuberculose.
- Les dépistages du cancer et les examens de santé sexuelle ont lieu plus fréquemment qu'avant la révolution.
- Dans les régions où les taux de décès pendant l'accouchement étaient auparavant significativement élevés, il y a maintenant eu une période de huit ans ou plus pendant laquelle aucun décès maternel n'a été enregistré.
- L'éradication de la fabrication et de la consommation d'alcool, directement liée à la réduction de nombreuses maladies et infections, notamment les ulcères, la cirrhose, la malnutrition et les plaies chirurgicales[18].

Selon un récit d'Oventic de 2016 :
À Oventic, il y avait une petite clinique médicale apparemment entièrement fonctionnelle, qui semblait offrir des soins de santé de base. Un panneau sur la porte indiquait que les consultations générales, la gynécologie, l'optométrie et les services de laboratoire étaient tous disponibles cinq jours par semaine. Les services d'urgence étaient disponibles 24 heures sur 24, sept jours sur sept. Ils semblaient avoir une nouvelle ambulance brillante à leur disposition. Parmi les autres services offerts quelques jours par semaine, mentionnons la dentisterie et les échographies.

### Eau
De nombreuses communautés zapatistes se trouvent dans des zones rurales avec peu d'accès à l'eau courante. Des projets ont été entrepris pour approvisionner les communautés zapatistes en eau douce. Dans un cas particulier, Roberto Arenas, petite communauté de Tzeltal, a construit son propre service d'eau avec l'aide de militants solidaires. Ces projets sont coordonnés démocratiquement. Un compte de Ramor Ryan a noté:

« Le comité de bon gouvernement de la municipalité autonome soumet le cas à sa commission de l'eau élue et les options sont pesées. La commission consulte diverses parties, dont le commandant local de l'EZLN et les membres du comité clandestin, et finalement, après que la question ait été débattue par ce qui semble être la moitié des habitants de cette région particulière de la jungle, la communauté de Roberto Arenas est informée de l'admissibilité de sa demande.
de la jungle, la communauté de Roberto Arenas est informée de l'éligibilité de sa demande. Il s'agit d'un processus similaire à ce qui se passe partout dans le monde au niveau des conseils locaux, à une différence près : les autorités de l'État ne sont absolument pas impliquées ; il s'agit d'un processus autonome supervisé par les membres de la communauté. Il n'y a pas de séparation entre ceux qui sont gouvernés et ceux qui gouvernent - ils sont une seule et même chose. »

Ryan a décrit le processus de finition du projet d'eau :

« On fait plein de petits trucs, on peaufine ceci et cela. Aider les gens à construire leur robinetterie familiale, creuser ici et là, tester la pression, resserrer les valves. Un groupe de femmes se réunit dans la matinée pour construire une borne-fontaine pour l'espace collectif de lavage du linge. Nous réservons un sac de ciment, le tout dernier, pour la construction ultérieure d'un grand lavabo en béton. La journée est ponctuée de petits moments de crise - des gens viennent nous dire que l'eau n'arrive pas chez eux - mais il s'agit généralement d'un tuyau bouché ou d'un raccordement défectueux. En réalité, le système est presque sans faille et fonctionne parfaitement bien ; c'est un projet exemplaire. »

## Protection environnementale
Les zapatistes ont entrepris de nombreux projets pour protéger et restaurer les écosystèmes endommagés de la jungle lacandone, notamment l'interdiction des engrais chimiques et des pesticides, ainsi que la résistance à l'extraction du pétrole et des métaux par l'exploitation minière. Selon une personne qui a séjourné dans la ville d'Oventic en 2016 :
Il y avait aussi quelque chose d'autre — quelque chose qui m'a pris beaucoup de temps à mettre le doigt dessus. Puis ça m'a finalement frappé : il n'y avait pas de détritus ; pas même un emballage de barre de chocolat égaré.
Les zapatistes se sont également lancés dans des efforts d'apiculture et de reboisement, ayant planté plus de 30 000 arbres afin de protéger les sources d'eau (particulièrement important compte tenu de la pénurie croissante d'eau au Chiapas), inverser la déforestation dans les forêts tropicales et fournir des sources de nourriture, de carburant et materiel de construction. Les apiculteurs visent à inverser une grande partie de l'effondrement de la population d'abeilles et produisent du miel pour la nourriture, la régénération écologique et des bougies.
Plusieurs auteurs éco-socialistes et éco-anarchistes ont salué les efforts des zapatistes pour construire une société écologique. Cependant, les zapatistes ont également été fortement critiqués à la fois par les écologistes et les indigènes mayas lacandons pour avoir autorisé et encouragé l'exploitation forestière, l'agriculture et la construction de colonies dans les zones protégées de la jungle lacandone,.

## Féminisme
Les zapatistes sont fortement affiliés au féminisme et à la politique pro-queer. La loi révolutionnaire sur les femmes, rédigée par la commandante Ramona, stipule que :

- Premièrement : Les femmes, quelles que soient leur race, leur croyance, leur couleur ou leur affiliation politique, ont le droit de participer à la lutte révolutionnaire d'une manière déterminée par leur désir et leur capacité.
- Deuxièmement : les femmes ont le droit de travailler et de recevoir un juste salaire.
- Troisièmement : Les femmes ont le droit de décider du nombre d'enfants qu'elles auront et dont elles s'occuperont.
- Quatrièmement : Les femmes ont le droit de participer aux affaires de la communauté et d'occuper des postes d'autorité si elles sont élues librement et démocratiquement.
- Cinquièmement : Les femmes et leurs enfants ont droit à une attention primaire en matière de santé et de nutrition.
- Sixièmement : Les femmes ont le droit à l'éducation.
- Septièmement : Les femmes ont le droit de choisir leur partenaire et ne doivent pas être forcées de se marier.
- Huitièmement : Les femmes ne doivent pas être battues ou maltraitées physiquement par les membres de leur famille ou par des étrangers. Le viol et la tentative de viol seront sévèrement punis.
- Neuvièmement : Les femmes pourront occuper des postes de direction dans l'organisation et occuper des grades militaires dans les forces armées révolutionnaires.
- Dixièmement : Les femmes auront tous les droits et obligations élaborés dans les lois et règlements révolutionnaires.

En 2018, les zapatistes ont organisé un festival féministe, décrit comme "non seulement une opportunité de créer des réseaux éducatifs ou professionnels, mais aussi un espace pour considérer sa santé et son bien-être en tant que femme dans la lutte pour la justice". Il y avait des activités allant d'ateliers, de tables rondes et de projections de films à des représentations théâtrales, des expositions d'art et des événements sportifs, y compris des matchs de basket-ball et de football. Les thèmes comprenaient la violence sexiste, l'autodéfense, les soins personnels, le sexisme dans les médias, les droits sexuels, la santé et l'éducation, la misogynie et l'enfance, la discrimination contre les communautés autochtones LGBTQ, les femmes défenseures des droits environnementaux et la décolonisation. Toutes les activités étaient dirigées et tenues par des femmes, et toutes visaient à faire prendre conscience de l'inégalité entre les sexes ou à restaurer la confiance en soi et l'autonomie des femmes."

## Affiliation politique
Les néo-zapatistes ne proclament pas leur adhésion à une idéologie politique spécifique au-delà de la politique de gauche. Cependant, le fonctionnement du MAREZ le distinguait programmatiquement de la gauche traditionnelle, revendiquant un « indigenismo » d'inspiration zapatiste et magoniste avec des apports du socialisme libertaire, du marxisme et de l'anarchisme. Certains auteurs établissent également des parallèles entre le néozapatismo et l'autonomisme, tandis que d'autres soutiennent qu'il peut être mieux défini comme semi-anarchiste.

## Critique
Les zapatistes ont fait face à quelques critiques de la part des socialistes et des anarchistes. Certains anarchistes ont fait valoir que les communautés zapatistes n'ont pas fait assez d'efforts pour abolir complètement les pratiques capitalistes de travail salarié, de location et d'investissement multinational de leurs communautés, tandis que les socialistes non anarchistes ont critiqué les zapatistes pour ne pas avoir suffisamment centralisé leur pouvoir et exploitant leurs ressources naturelles pour financer des programmes sociaux dans leurs communautés et parrainer des activités révolutionnaires dans tout le Mexique. Certains éco-anarchistes ont reproché aux communautés de ne pas s'engager dans un mode de vie entièrement végétarien, de continuer à utiliser du plastique et de déboiser la jungle environnante pour élever du bétail.